# Mário Marques Tourinho
Mário Marques Tourinho (1916 — 1986) foi um médico e diretor do serviço médico do America Football Club (Rio de Janeiro). Também foi médico da Associação Carioca de Volantes de Competição. Mário foi o criador do autobol, que é uma mistura de futebol e automobilismo.
Ele foi casado com Luisa Marques Tourinho, com quem teve um filho.